# Pedra Branca (ort)
Pedra Branca är en ort i Brasilien.   Den ligger i kommunen Pedra Branca och delstaten Ceará, i den östra delen av landet, 1 500 km nordost om huvudstaden Brasília. Pedra Branca ligger 506 meter över havet och antalet invånare är 20 072.
Terrängen runt Pedra Branca är platt åt nordväst, men åt sydost är den kuperad. Det finns inga andra samhällen i närheten.
Omgivningarna runt Pedra Branca är huvudsakligen savann. Runt Pedra Branca är det ganska glesbefolkat, med 45 invånare per kvadratkilometer.